# Windfall (single)
Windfall is een single van Ricky Nelson and The Stone Canyon Band. Het is afkomstig van hun album Windfall. Het was zijn derde hit in Nederland na Hello Mary Lou (1961) en Garden Party (1972) en tevens zijn laatste in de Nederland. In België haalde het plaatje geen hitnotering. In het Verenigd Koninkrijk was de stroom hits al beginjaren ’60 opgedroogd met een kleine opleving van Garden Party (4 weken).

## Musici
- Ricky Nelson - gitaar, zang
- Dennis Larden - gitaar, achtergrondzang
- Tom Brumley - steel guitar
- Jay DeWitt White – basgitaar, achtergrondzang
- Ty Grimes - slagwerk

## Hitnotering

### Nederlandse Top 40
| Hitnotering: week 14 t/m 18 in 1974 | Hitnotering: week 14 t/m 18 in 1974 | Hitnotering: week 14 t/m 18 in 1974 | Hitnotering: week 14 t/m 18 in 1974 | Hitnotering: week 14 t/m 18 in 1974 | Hitnotering: week 14 t/m 18 in 1974 | Hitnotering: week 14 t/m 18 in 1974 |
| Week:                               | 1                                   | 2                                   | 3                                   | 4                                   | 5                                   |                                     |
| ----------------------------------- | ----------------------------------- | ----------------------------------- | ----------------------------------- | ----------------------------------- | ----------------------------------- | ----------------------------------- |
| Positie:                            | 30                                  | 22                                  | 22                                  | 39                                  | 39                                  | uit                                 |

### NederlandseDaverende 30
| Hitnotering: 13-4-1974 t/m 26-4-1974 | Hitnotering: 13-4-1974 t/m 26-4-1974 | Hitnotering: 13-4-1974 t/m 26-4-1974 | Hitnotering: 13-4-1974 t/m 26-4-1974 |
| Week:                                | 1                                    | 2                                    |                                      |
| ------------------------------------ | ------------------------------------ | ------------------------------------ | ------------------------------------ |
| Positie:                             | 24                                   | 24                                   | uit                                  |